# Pieter-Christiaan d'Orange-Nassau
Le prince Pieter-Christiaan Michiel d'Orange-Nassau, van Vollenhoven, né le 22 mars 1972 à Nimègue, est le troisième fils de la princesse Margriet des Pays-Bas et de Pieter van Vollenhoven.

## Biographie

### Formation et carrière
Le prince Pieter-Christiaan vit pendant ses premières années dans le domaine du palais Het Loo à Apeldoorn, ville où il fréquente l'école primaire et le lycée. Après avoir obtenu son diplôme, il effectue son service militaire à la maréchaussée royale dont il est lieutenant-colonel de réserve. Il obtient ensuite une maîtrise en droit à l'université d'Utrecht en 1999. 
Entre 2000 et 2003, il travaille pour Equity Capital Markets à Londres, une coentreprise entre ABN AMRO et NM Rothschild . 
À l'automne 2003, le prince Pieter-Christiaan achève avec succès un MBA d'un an à l'Institut international pour le développement de la gestion (IMD) à Lausanne en Suisse. À partir de mars 2004, il travaille comme stratège marketing pour la société ICT Shopservices à Amsterdam. Depuis le 13 septembre 2004, le prince est lieutenant-colonel au département des opérations du bureau central de la maréchaussée royale à La Haye. 
Le 24 juillet 2010, il est nommé chevalier de l' ordre de Saint-Jean aux Pays-Bas . 
En avril 2015, le prince Pieter-Christiaan est nommé président du conseil consultatif de la RSE et du développement durable du groupe de consultants EMG qui comprend également l'ancienne ministre danoise de l'environnement, Ida Auken. 

### Mariage et enfants

Royal Standard

Il épouse Anita van Eijk lors d'une cérémonie civile le 25 août 2005 au palais Het Loo à Apeldoorn, qui est suivie d'une cérémonie religieuse le 27 août dans la vieille église Saint-Jéron à Noordwijk.  
Comme il n'a pas demandé l'approbation du Parlement pour son mariage, en raison de la faible chance d'accéder au trône, Pieter-Christiaan a perdu sa place dans l'ordre de succession au trône néerlandais en épousant Anita. 
Le 28 novembre 2006 à 18 h 0, la princesse Anita donne naissance à une fille, Emma Francisca Catharina van Vollenhoven. Comme ses cousins, elle est baptisée le 25 août 2007 dans la chapelle du palais Het Loo à Apeldoorn, à l'occasion du deuxième anniversaire du mariage de ses parents. Les parrains et marraines d'Emma sont son oncle, le prince Bernhard ; sa tante, Caroline van der Toorn; Evert-Jan Wamsteker et la comtesse Alexandra de Witt. 
Le 19 novembre 2008, à 1 h 32, leur deuxième enfant, Pieter Anton Maurits Erik van Vollenhoven voit le jour à La Haye. Comme sa sœur et leurs cousins, il est baptisé dans la chapelle du palais Het Loo le 20 septembre 2009. Les parrains de Pieter sont son grand-père paternel, Pieter van Vollenhoven, son oncle paternel, le prince Maurits, Jonkvrouw Anouk van Door et Sandra Chollet.  

## Titres et distinctions

### Titulature
- 22 mars 1972 - 25 août 2005 : Son Altesse Royale le prince Pieter-Christian des Pays-Bas, prince d'Orange, prince de Nassau, écuyer von Amsberg
- Depuis le 25 août 2005 : Son Altesse le prince Pieter-Christiaan d'Orange-Nassau, van Vollenhoven, écuyer von Amsberg